# Данстебел (Массачусетс)
Данстебел (англ. Dunstable) — місто (англ. town) в США, в окрузі Міддлсекс штату Массачусетс. Населення — 3358 осіб (2020).

## Демографія
Згідно з переписом 2010 року, у місті мешкало 3179 осіб у 1063 домогосподарствах у складі 888 родин. Було 1098 помешкань
Расовий склад населення:
| - 95,3 % — білих - 3,1 % — азіатів - 0,2 % — чорних або афроамериканців - 0,1 % — вихідців з тихоокеанських островів - 0,1 % — корінних американців |

До двох чи більше рас належало 1,1 %. Частка іспаномовних становила 1,4 % від усіх жителів.
За віковим діапазоном населення розподілялося таким чином: 28,8 % — особи молодші 18 років, 61,3 % — особи у віці 18—64 років, 9,9 % — особи у віці 65 років та старші. Медіана віку мешканця становила 42,9 року. На 100 осіб жіночої статі у місті припадало 101,1 чоловіків;  на 100 жінок у віці від 18 років та старших — 95,3 чоловіків також старших 18 років.
Середній дохід на одне домашнє господарство  становив 164 085 доларів США (медіана — 138 700), а середній дохід на одну сім'ю — 180 491 долар (медіана — 155 231). Медіана доходів становила 98 264 долари для чоловіків та 73 667 доларів для жінок. За межею бідності перебувало 2,1 % осіб, у тому числі 3,0 % дітей у віці до 18 років та 0,0 % осіб у віці 65 років та старших.
Цивільне працевлаштоване населення становило 1897 осіб. Основні галузі зайнятості: освіта, охорона здоров'я та соціальна допомога — 21,8 %, науковці, спеціалісти, менеджери — 20,0 %, виробництво — 15,1 %, будівництво — 10,9 %.